# سور العز
 سور العز (بالإنجليزية: SOUR EL AAZ)‏ هي جماعة قروية تابعة لإقليم قلعة السراغنة ضمن جهة مراكش تانسيفت الحوز بالمغرب. بلغ مجموع عدد سكان  سور العز حسب إحصاءات 2004 حوالي 3910 نسمة يعيشون في 684 أسرة.

## إحصاء عام
| السنة | عدد السكان | عدد الأسر | عدد الأجانب |
| ----- | ---------- | --------- | ----------- |
| 1994  | 3960       | 650       | °°°°        |
| 2004  | 3910       | 684       | 0           |